# Greg Koukl
Gregory Koukl (ur. 10 czerwca 1950) – amerykański apologeta chrześcijański, pisarz i mówca, wykładowca akademicki, założyciel i prezes fundacji Stand to Reason. Otrzymał magisterium z filozofii religii oraz etyki na Talbot School of Theology, posiada również magisterium z apologetyki chrześcijańskiej, otrzymane na Simon Greenleaf University. Wykłada apologetykę chrześcijańską na Biola University. W 1993 roku założył fundację Stand to Reason, której celem jest edukowanie chrześcijan w zakresie apologetyki chrześcijańskiej. Przemawiał na ponad 70 uczelniach wyższych w Stanach Zjednoczonych i prowadził swój własny program radiowy przez 27 lat. Żonaty ze Steese Koukl, mieszka w Hermosa Beach w Kalifornii.

## Książki
- Relativism: Feet Firmly Planted in Mid-Air (1998)
- Precious Unborn Human Persons (1999)
- Making Abortion Unthinkable: The Art of Pro-Life Persuasion (2001)
- Tactics: A Game Plan for Discussing Your Christian Convictions (2009)
- The Story of Reality: How the World Began, How It Ends, and Everything Important that Happens in Between (2017)